# Hotter Than Hell
Hotter Than Hell je druhé studiové album americké rockové skupiny Kiss. Jeho nahrávání probíhalo v srpnu 1974 v The Village Recorder v kalifornském Los Angeles a vyšlo v říjnu stejného roku u vydavatelství Casablanca Records. Album produkovali Kenny Kerner a Richie Wise.

## Seznam skladeb
| Pořadí | Název                    | Autor                    | Zpěv         | Délka |
| ------ | ------------------------ | ------------------------ | ------------ | ----- |
| 1.     | Got to Choose            | Paul Stanley             | Stanley      | 3:54  |
| 2.     | Parasite                 | Ace Frehley              | Gene Simmons | 3:02  |
| 3.     | Goin' Blind              | Simmons, Stephen Coronel | Simmons      | 3:37  |
| 4.     | Hotter Than Hell         | Stanley                  | Stanley      | 3:30  |
| 5.     | Let Me Go, Rock 'n' Roll | Stanley, Simmons         | Simmons      | 2:15  |
| 6.     | All the Way              | Simmons                  | Simmons      | 3:18  |
| 7.     | Watchin' You             | Simmons                  | Simmons      | 3:44  |
| 8.     | Mainline                 | Stanley                  | Peter Criss  | 3:50  |
| 9.     | Comin' Home              | Frehley, Stanley         | Stanley      | 2:38  |
| 10.    | Strange Ways             | Frehley                  | Criss        | 3:18  |

## Sestava
- Paul Stanley – zpěv, rytmická kytara
- Gene Simmons – zpěv, basová kytara
- Ace Frehley – sólová kytara, basová kytara
- Peter Criss – zpěv, bicí, perkuse

## Umístění
Album
| Hitparáda(1974)        | Umístění |
| ---------------------- | -------- |
| Austrálie              | 98       |
| Kanada                 | 91       |
| USA Billboard Pop Alba | 100      |

### Ocenění
| Organizace  | Certifikace | Prodej  |
| ----------- | ----------- | ------- |
| RIAA (U.S.) | zlato       | 500.000 |